# کلودیو آرائو
کلودیو آرائو (به اسپانیایی: Claudio Arrau)‏ (تلفظ اسپانیایی: [ˈklau̯ðjo aˈrau̯]) (زادهٔ ۶ فوریهٔ ۱۹۰۳ – درگذشتهٔ ۹ ژوئن ۱۹۹۱) پیانیست چیره‌دست اهل شیلی بود که به خاطر تفسیرهای گسترده‌اش از آثار موسیقی‌دانان دوره‌های باروک، کلاسیک و رمانتیک، به‌ویژه یوهان سباستیان باخ، موتسارت، بتهوون، شوبرت، شوپن، روبرت شومان، لیست، و برامس مشهور است.
از او عموماً به‌عنوان یکی از برترین نوازندگان پیانو در قرن بیستم یاد می‌کنند.
آرائو در طول زندگی حرفه‌اش چندین جایزه و نشان دریافت کرد.

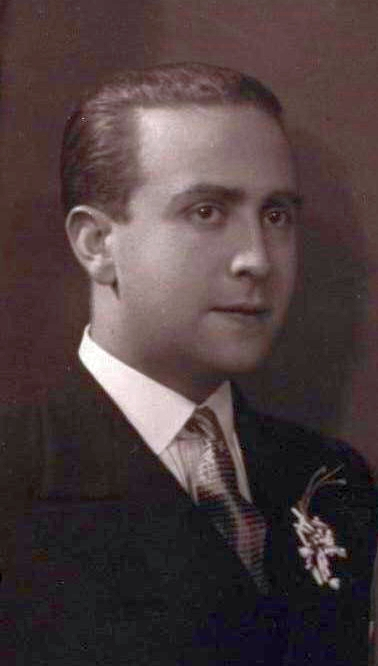
آرائو، نوامبر ۱۹۲۹